# Canens (Haute-Garonne)
Canens település Franciaországban, Haute-Garonne megyében. Lakosainak száma 61 fő (2022. január 1.). Canens Sainte-Suzanne, Bax, Castagnac, Lapeyrère, Latrape és Massabrac községekkel határos.

## Népesség
A település népességének változása:
| Lakosok száma | 65   | 43   | 48   | 62   | 53   | 55   | 60   | 59   | 58   | 61   |
|               | 1968 | 1982 | 1990 | 2006 | 2013 | 2015 | 2017 | 2019 | 2020 | 2022 |